# Циммервальдская левая
Циммервальдская левая — международная группа революционных социалистов в 1915—1919, выступавшая за «превращение империалистической войны в войну гражданскую» и организационный разрыв с большинством II Интернационала. Группа стала центром сплочения наиболее радикальных течений европейской социал-демократии.
Сформирована 4 сентября 1915 по инициативе В. И. Ленина на совещании левых социалистов — делегатов Циммервальдской конференции. Участники совещания заслушали доклад Ленина о характере мировой войны и тактике международной социал-демократии, после чего выработали проекты резолюции и манифеста, отражающие точку зрения большевиков России и близких им представителей левых социалистов из ряда европейских стран по вопросам войны, мира и революции. В состав группы вошли: В. И. Ленин, Г. Е. Зиновьев (делегаты ЦК РСДРП), Я. А. Берзин (от ЦК Социал-демократии Латышского края), Ю. Борхардт (представитель группы Интернациональные социалисты Германии), Ф. Платтен (Швейцария), К. Радек (представитель Краевого правления Социал-демократии королевства Польского и Литвы), К. Хёглунд (Швеция) и Т. Нерман (Норвегия).
С ноября 1915 термин Циммервальдская левая стал официальным названием группы. Это произошло после публикации первого (и единственного) выпуска её печатного органа «Internationale Flügblätter».
На начавшейся 5 сентября конференции участники Циммервальдской левой выступили против правых и центристских делегатов конференции, выступивших против разрыва с большинством II Интернационала и лозунга «поражения своего правительства». В итоге большинство конференции провалило проект левых и поддержало «пацифистский» проект, написанный Л. Д. Троцким. В итоге Циммервальдская левая проголосовала за манифест, одобренный большинством, отметив в особом заявлении недоговорённость, непоследовательность манифеста и мотивы своего голосования за него. Вместе с тем Циммервальдская левая заявила, что, оставаясь в общем объединении, она будет вести самостоятельную работу в международном масштабе и пропагандировать свои взгляды. Она избрала свой руководящий орган — бюро, в состав которого вошли В. И. Ленин, Г. Е. Зиновьев и К. Радек.
После Циммервальдской конференции Бюро Циммервальдской левой развернуло широкую пропаганду её идей: документы группы печатались в газете «Социал-демократ» (№ 45—46 и № 47), редакция выпустила брошюру «Internationale Flügblätter» и журнал «Коммунист», который, по замыслу Ленина, должен был стать международным органом левой социал-демократии. Бюро выпустило два номера теоретического органа — журнала «Vorbote» (в них, в частности, была напечатана статья Ленина «Оппортунизм и крах 2-го Интернационала», тезисы «Социалистическая революция и право наций на самоопределение» и др. материалы).
Появлению новых групп сторонников Левой способствовала деятельность заграничных секций большевиков-эмигрантов.
Действуя внутри Циммервальдского объединения, Циммервальдская левая критиковала непоследовательную политику его большинства. К началу 1917, после того, как правое крыло объединения во главе с Робертом Гриммом в результате дальнейшего дрейфа вправо сомкнулось с «социал-шовинистами», Ленин поставил перед левыми вопрос о разрыве с Циммервальдским объединением, что в тот момент не было поддержано.
28-29 мая 1917 в Петрограде состоялось совещание циммервальдистов, на котором обсуждался вопрос об участии или бойкоте Стокгольмской конференции, запланированной социалистами из стран Антанты.
В 1919 на основе Циммервальдской левой и был создан III Интернационал.